# Halifax (Massachusetts)
Halifax é uma vila localizada no condado de Plymouth no estado estadounidense de Massachusetts. No Censo de 2010 tinha uma população de 7.518 habitantes e uma densidade populacional de 166,87 pessoas por km².

## Geografia
Halifax encontra-se localizado nas coordenadas 42° 00′ 13″ N, 70° 51′ 48″ O. Segundo o Departamento do Censo dos Estados Unidos, Halifax tem uma superfície total de 45.05 km², da qual 41.45 km² correspondem a terra firme e (8%) 3.61 km² é água.

## Demografia
Segundo o censo de 2010, tinha 7.518 pessoas residindo em Halifax. A densidade populacional era de 166,87 hab./km². Dos 7.518 habitantes, Halifax estava composto pelo 96.98% brancos, o 0.6% eram afroamericanos, o 0.08% eram amerindios, o 0.56% eram asiáticos, o 0% eram insulares do Pacífico, o 0.33% eram de outras raças e o 1.45% pertenciam a duas ou mais raças. Do total da população o 1.08% eram hispanos ou latinos de qualquer raça.